# 이홍일
이홍일(李弘逸, 1640년 - 1718년)은 조선중기의 종친이자 문신이며, 도정궁(都正宮) 사손(嗣孫)이다.

## 생애
조선중기의 문신으로 본관은 전주, 휘는 홍일(弘逸), 자는 사안(士安)이다. 덕흥대원군의 5대 사손(嗣孫)이며, 응천군 이돈의 장손이고, 동지돈녕부사(同知敦寧府事) 이정한(李挺漢)의 계자(繼子)이다. 생부는 증 이조판서 이석한(李錫漢)이다.
부인은 이조판서 기평군 기계인(杞溪人) 유백의 증손녀이며, 정랑(正郞) 유삼(兪木+參)의 딸로 정부인 유씨(貞夫人 兪氏)이다.
증 이판 석한의 장남으로 경진(庚辰) 1640년(인조 18) 9월 18일 탄생하였다. 사마 양시에 급제하여 현종의 명으로 백부 동지돈녕부사 이정한의 계자(繼子)가 되어 덕흥대원군의 사손(嗣孫)이 되었다.
1673년(현종 14) 11월 9일 돈녕부도정(敦寧府都正)에 제수되었다.
1680년(숙종 6) 1월 20일 의주영위사(義州迎慰使)를 거쳐 이해 윤8월 6일 황주영위사(黃州迎慰使)가 되었고, 1684년(숙종 10) 11월 10일 중로문안사(中路問安使)가 되었다.
1687년(숙종 13) 돈녕도정(敦寧都正)을 역임하고, 1688년(숙종 14) 중로문안사(中路問安使)가 되었다.
1690년(숙종 16) 돈녕도정(敦寧都正)이 되고, 1695년(숙종 21) 2월 28일 대원군묘(大院君廟, 덕흥궁)에 숙종이 친향(親享)을 하고, 가자하라고 명하여 1696년(숙종 22) 6월 8일 특별히 가선대부(嘉善大夫) 동지돈녕부사(同知敦寧府事) 겸 오위도총부 부총관 벼슬에 제수하였다.
1709년(숙종 35) 가의대부로 승진되고, 1718년(숙종 44) 12월 초6일 향년 79세로 별세하여, 1719년(숙종 45) 2월 18일에 양주 선영 해좌 자리에 예장하였다.

## 가족관계
- 아버지(양부) : 이정한(李挺漢, 1601년~1671년)
- 어머니(양모) : 증 정부인(貞夫人) 파평윤씨(坡平尹氏), 승지(承旨) 파평인(坡平人) 윤청(尹暒)의 딸.
- 어머니(양계모) : 정부인(貞夫人) 청송심씨(靑松沈氏), 선교랑(宣敎郞) 청송인(靑松人) 심욱(沈勗)의 딸.
- 아버지(생부) : 이석한(李錫漢, 1614년~1677년)
- 어머니(생모) : 증 정부인 김씨(貞夫人 金氏, 1609년 - 1649년), 호군(護軍) 경주인(慶州人) 김광익(金光翼)의 딸.
- 부인 : 정부인 유씨(貞夫人 兪氏, 1643년~1718년), 정랑(正郞) 기계인(杞溪人) 유삼(兪木+參)의 딸.
  - 장남 : 이세정(李世禎, 1661년~1721년)
  - 2남 : 이세기(李世祺, 1662년~1699년), 숙부 증 승지(承旨) 이홍달(李弘達, 1645년~1662년)에게 출계.
  - 3남 : 이세상(李世祥, 1671년~1719년)
  - 장녀 : 신창인(新昌人) 맹만택(孟萬澤, 1660년~1710년)에게 출가. => 현종의 부마이자 1녀 명선공주(明善公主, 1659년~1673년)의 남편으로 결정.
  - 2녀 : 서하인(西河人) 임술(任述)에게 출가.
  - 3녀 : 양주인(楊州人) 조영세(趙榮世)에게 출가.

## 같이 보기
- 도정궁
- 덕흥궁
- 덕흥대원군
- 하원군
- 당은군
- 응천군